# Aeródromo de Indiga
El Aeródromo de Indiga (ruso: Аэродром Индига; ICAO: ; IATA: ) es una pequeña pista situada 1 km al sudoeste de Indiga, en Nenetsia, un distrito autónomo del óblast de Arjánguelsk, Rusia.
Las instalaciones son gestionadas por la compañía por acciones "Destacamento Aéreo de Narian-Mar" (ruso: ОАО "Нарьян-Марский объединенный авиаотряд"), anteriormente conocida como "Narian-Mar Airlines".
El espacio aéreo está controlado desde el FIR de Narian-Mar (ICAO: ULAM)

## Pista
El aeródromo de Jaruta consiste en una pequeña pistas de tierra en dirección 14/32 de 550x60 m. (1.804x197 pies).

## Aerolíneas y destinos
El Destacamento Aéreo de Narian Mar vuela regularmente a este aeródromo regional.